# Nastro d'argento alla migliore attrice in un film commedia

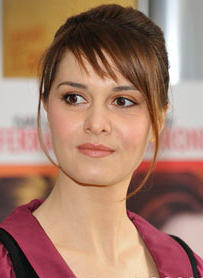
Paola Cortellesi è stata la prima vincitrice del premio e ne detiene il record di vittorie

Il Nastro d'argento alla migliore attrice in un film commedia è un riconoscimento cinematografico italiano assegnato annualmente dal Sindacato Nazionale Giornalisti Cinematografici Italiani a partire dal 2018.

## Albo d'oro
I vincitori sono indicati in grassetto, a seguire gli altri candidati.

### Anni 2010-2019
- 2018:[1] Paola Cortellesi - Come un gatto in tangenziale
  - Sonia Bergamasco - Come un gatto in tangenziale
  - Barbara Bouchet - Metti la nonna in freezer
  - Claudia Gerini e Serena Rossi - Ammore e malavita
  - Miriam Leone - Metti la nonna in freezer
  - Ilenia Pastorelli - Benedetta follia
  - Sara Serraiocco - Brutti e cattivi
- 2019: Paola Cortellesi - Ma cosa ci dice il cervello
  - Margherita Buy - Moschettieri del re - La penultima missione
  - Lucia Mascino - Favola, La prima pietra
  - Paola Minaccioni e Carla Signoris - Ma cosa ci dice il cervello
  - Alba Rohrwacher - Troppa grazia

### Anni 2020-2029
- 2020: Paola Cortellesi – Figli
  - Antonella Attili – Tolo Tolo
  - Anna Foglietta – D.N.A. - Decisamente non adatti
  - Lucia Mascino – Odio l'estate
  - Serena Rossi – Brave ragazze e 7 ore per farti innamorare
- 2021[2][3]:Miriam Leone - L'amore a domicilio ex aequo Valentina Lodovini - 10 giorni con Babbo Natale
  - Antonella Attili - Il ladro di cardellini
  - Eugenia Costantini - La tristezza ha il sonno leggero
  - Loretta Goggi - Burraco fatale e Glassboy
- 2022: Miriam Leone – Corro da te
  - Sonia Bergamasco – Come un gatto in tangenziale - Ritorno a Coccia di Morto
  - Rosa Palasciano – Giulia
  - Greta Scarano – La cena perfetta
  - Barbara Ronchi – Settembre
- 2023:  Pilar Fogliati - Romantiche
  - Antonella Attili - Il grande giorno
  - Giorgia - Scordato
  - Valentina Lodovini - I migliori giorni
  - Stefania Sandrelli - Astolfo
- 2024: Pilar Fogliati - Romeo è Giulietta (ex aequo) e Virginia Raffaele - Un mondo a parte (ex aequo)
  - Anna Bonaiuto - Volare
  - Sabrina Ferilli - Un altro ferragosto
  - Matilde Gioli - Cattiva coscienza
- 2025: Pilar Fogliati – Follemente
  - Matilde Gioli – Fatti vedere
  - Lucia Mascino – Una terapia di gruppo
  - Micaela Ramazzotti – 30 notti con il mio ex
  - Barbara Ronchi – Diva Futura